# Jean Peissel
Pour les articles homonymes, voir Peissel.
Jean Peissel, né le 28 juillet 1911 à Caluire-et-Cuire (Rhône) et mort le 2 septembre 1950 à Lyon (Rhône), est un homme politique français.

## Biographie
Jean Peissel exerce la profession de médecin. Durant ses études de doctorat, il participe, avec Jean Reverzy, dès novembre 1941, à un réseau de transmission, sous la direction du Colonel Beauregard, alias Buffet-Gauthier. Ils organisent également un service médical à l'attention des personnes réfractaires au STO. Ils sont arrêtés par la Gestapo, le 7 juillet 1943, et déportés au camp de Mauthausen.
Jean Peissel est élu député du Rhône en 1945. Il n'intervient jamais à la tribune.